# Xérophyte
Pour les plantes vivant seulement en milieu aride, voir Xérophile.

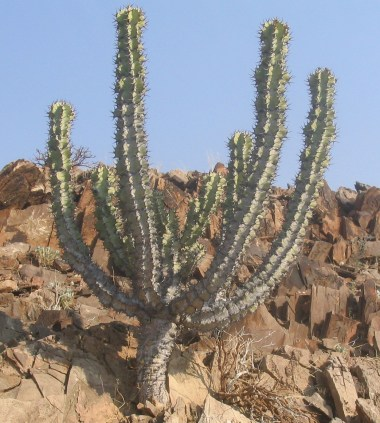
Un pourcentage significatif d'euphorbiaceae sont succulentes, dont certaines, comme ci-dessus, ressemblent étonnamment à des cactaceae. Ces deux familles ont adopté les mêmes stratégies face au stress hydrique. On parle de convergence évolutive.

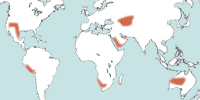
Répartition du biome déserts et broussailles xérophytes.

La définition première de xérophyte (du grec ξερός / xerós, « sec », et φυτόν / phutón, « plante ») qualifiait des plantes adaptées aux milieux secs. Maintenant le terme xérophyte définit plutôt une plante vivant en milieu aride, capable de résister à de grands déficits d’eau. Ces plantes se rencontrent dans des environnements très variés, tels que les déserts rocailleux (plante épilithe), les dunes littorales (plante psammophyte), mais aussi dans la canopée des forêts tropicales (plantes épiphytes) qui n'ont aucune réserve d'eau. Les cactus et d'autres plantes succulentes poussent dans les déserts, alors que certaines broméliacées peuplent la cime des arbres des forêts ombrophiles.
Les xérophytes développent plusieurs stratégies d'économie d'eau, concurremment ou séparément, l'ensemble de leurs particularités adaptatives étant appelé xérophytisme.
Les vraies xérophytes sont des plantes qui survivent tout au long de l’année, y compris les périodes de sécheresse, grâce à leurs organes souterrains qui obtiennent l’eau des précipitations locales ainsi que de l’humidité atmosphérique.
Il convient de ne pas confondre xérophyte et xérophile : les xérophytes sont des organismes adaptés à la sécheresse, mais pouvant aussi, sous certaines conditions, vivre en milieu humide, alors que les xérophiles (ξηϱός - xèros : sec, et ϕιλέω - philéô : aimer) sont des organismes ne pouvant vivre que dans des milieux secs, et qui dépérissent dans des milieux plus humides. Par exemple, parmi les cactées, les opuntias sont xérophytes : ils peuvent résister longtemps, parfois plusieurs années, à une sécheresse plus ou moins poussée, mais ont besoin d'eau pour végéter vraiment, et si ce n'était en raison du froid, ils s'adapteraient parfaitement en pleine terre à un climat français moyen. Les Ariocarpus et Turbinicarpus sont xérophiles : ils ne supportent pas plus que quelques arrosages en été, et doivent être maintenus totalement au sec en hiver[Interprétation personnelle ?].

## Types de xérophytes

### Xérophytes poikilohydriques
Plusieurs lichens, algues et fougères se retrouvent dans cette catégorie de xérophytes. Certains lichens absorbent leur eau de l’humidité dans l’air durant la nuit, et assimilent le CO2 en début de journée. D’autres vivent là où le sol n’est jamais inondé. Quelques-uns forment de petits thalles et utilisent la rosée comme source d’eau. Il y a également des espèces d’algues désertiques qui survivent grâce aux légères pluies et à la rosée comme source d’hydratation ainsi que pour éviter l’évapotranspiration. Ces algues et lichens vivent dans des déserts brumeux. Aussi, il y a des ptéridophytes poikilohydriques, qui, durant les périodes de sécheresse, ont les feuilles qui s’assèchent, mais celles-ci regagnent leur turgescence ainsi que leur couleur en 15 à 30 minutes après la première pluie suivant la sécheresse. Leur potentiel osmotique est élevé pendant la période de pluie, mais tout de même bas comparé aux annuelles d’hiver. Ces plantes ptéridophytes n’ont pas un système de conduction d’eau très efficace, c’est pourquoi elles ne vivent pas dans des déserts extrêmes.

### Xérophytes malacophylles
Les espèces appartenant à ce groupe subissent de courtes périodes de sécheresse. Par conséquent, elles ont une période étendue où l’eau est disponible. Celle-ci s’étend du printemps jusqu’au début de l’été. Au début des sécheresses, elles retiennent peu leur transpiration, ce qui crée donc un grand déficit d’eau. Par contre, les feuilles peuvent résister à ce déficit jusqu’à un certain degré. Ces plantes sont donc euryhydriques, c’est-à-dire qu’elles acceptent de très nombreux biotopes.

### Xérophytes sclérophylles et aphylles

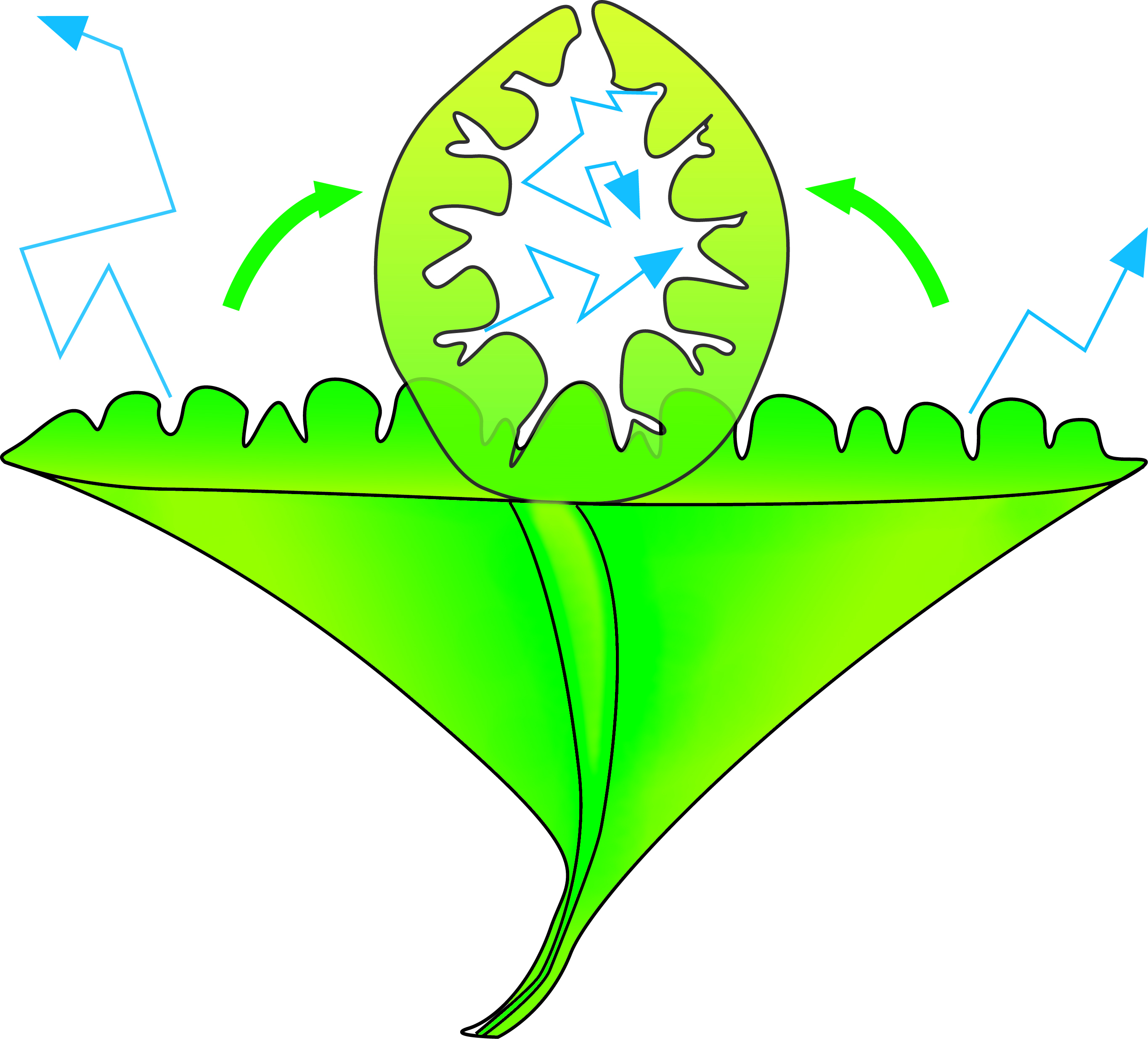
Feuille enroulée de l'oyat.

Certaines espèces de Xérophytes sclérophylles (Sclérophytes, du grec skleros, dur, sec) vivent dans un climat méditerranéen. Ils sont capables de retenir leur transpiration afin de conserver le maximum d’eau possible, contrairement aux aphylles (plantes sans feuilles). Les plantes sclérophylles (littéralement à feuilles dures) entrent en dormance durant l’été, quand l’habitat est extrêmement sec. Cela a pour conséquences de réduire leur taux de photosynthèse, leur reproduction ainsi que leur croissance. Pour compenser cette réduction, elles ont un haut taux de croissance et font beaucoup de photosynthèse lorsqu’elles sont actives. Plusieurs espèces ont des racines épaisses (appareil racinaire près de 10 fois plus en masse que l'appareil caulinaire) et des tiges souterraines capables de conserver les nutriments et l’eau pendant de longues périodes. Ces structures leur permettent de survivre aux sécheresses et de produire des feuilles et des tiges quand les conditions redeviennent favorables. Les feuilles des sclérophylles ont différentes adaptations capables de les protéger contre les herbivores, les pathogènes[Lequel ?] ainsi que des dommages liés au vent ou encore à la sécheresse : sclérification abondante (développement du sclérenchyme), présence d'une cuticule épaissie (généralement recouverte d'un dépôt cireux) le plus souvent sur la face supérieure du limbe des feuilles, d'un épiderme doublé d'un hypoderme, feuille hypostomatique. Différentes plantes (Laurier-rose, oliviers, bruyères) ont des stratégies adaptatives spécifiques afin d'économiser l'eau : protection des stomates par différents dispositifs (stomates dans des cryptes pilifères, tissu bulliforme permettant l’enroulement de la feuille, poils gardant une atmosphère humide, etc.). Ainsi l'épiderme externe de l'oyat (face supérieure du limbe foliaire) est dépourvu de stomates et est protégé par une épaisse cuticule. L'épiderme interne (face inférieure du limbe foliaire), couvert de poils unicellulaires et d'une fine cuticule, est ondulé : les stomates sont localisés sur les crêtes et les cellules bulliformes au fond des sillons. La turgescence de ces dernières varie en fonction de l'hydratation du limbe, assurant l'enroulement de la feuille en cas de risque de dessiccation : si la feuille se dessèche, la chute de turgescence des cellules bulliformes induit une fermeture du limbe sur lui-même; lorsqu’elles sont hydratées, les cellules bulliformes permettent au limbe de s'étaler et d'augmenter la surface foliaire exposée aux rayons lumineux, donc la photosynthèse.

### Xérophytes sténohydriques
Les plantes de ce groupe ferment leurs stomates dès qu’il y a un léger déséquilibre hydrique, ainsi il n’y a pas de baisse de potentiel osmotique. Ces plantes sont donc hydrostables.

## Adaptations
Plusieurs adaptations apparues chez les xérophytes permettent de limiter la perte d'eau et de recueillir autant d'eau que l'environnement puisse leur fournir.

### Adaptations morphologiques
Les principales adaptations morphologiques sont :
Réduction de la taille
La réduction de la taille des plantes (notamment pour celles au port en coussinet prostré) et de la surface des feuilles permet de lutter contre une évapotranspiration importante et diminuer la prise au vent.
Pilosité

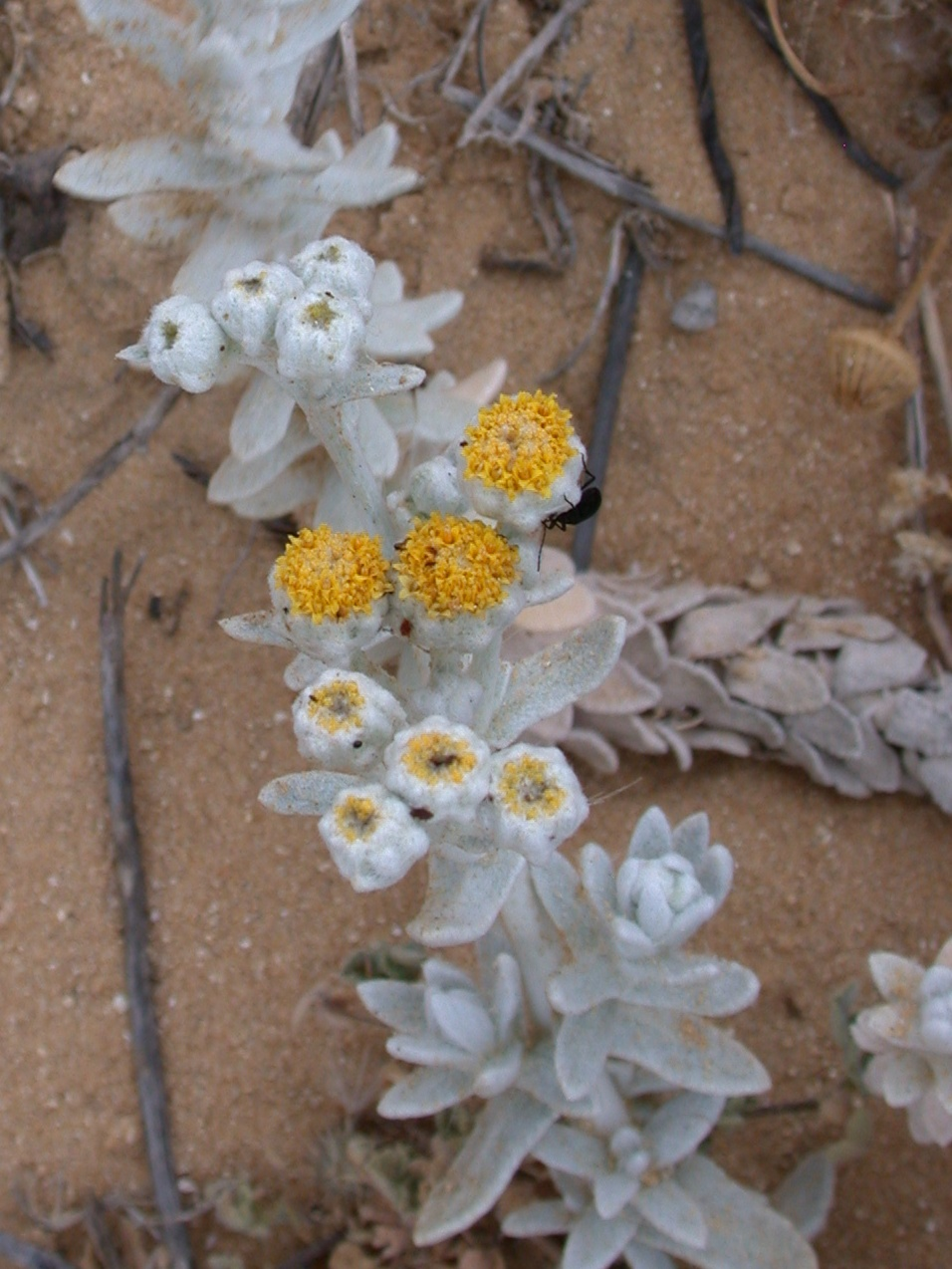
Les tiges droites de l'Achillée maritime sont recouvertes de poils cotonneux.

Certaines xérophytes ont une grande pilosité pour conserver l’humidité et limiter les effets du vent.
Stomates, cuticule et cellules photosynthétiques
Beaucoup de plantes désertiques sont isobilatérales, c’est-à-dire qu’elles ont des stomates des deux côtés du mésophylle. Par conséquent, le CO2 se rend plus vite aux chloroplastes, ce qui améliore l’efficacité de la photosynthèse. Les xérophytes ont un plus grand nombre de stomates par millimètre carré sur le mésophylle comparé aux mésophytes. Ceci permet un contrôle sur les pertes d’eau lorsque le sol s’assèche, en plus de minimiser la distance du CO2 à parcourir pour atteindre les cellules photosynthétiques. Chez certaines plantes, on retrouve les stomates dans les cryptes, ceci rallonge la distance que l’eau doit parcourir pour diffuser, améliorant ainsi la résistance aux pertes d’eau. Par conséquent, la transpiration est directement réduite. Une autre adaptation est une cuticule plus épaisse, donc cela augmente la résistance cuticulaire, réduisant ainsi les pertes d’eau. Aussi, cela permet le rayonnement de la lumière sur la feuille. Les cellules photosynthétiques sont profondes dans la feuille, puisque la lumière est plus intense et pénètre facilement dans la feuille.
Racines
Comme adaptation, il y a le système racinaire fibreux qui forme un réseau dense pour capter le maximum d’eau et de nutriments du sol. Certaines espèces ont un chevelu racinaire superficiel permettant de capter la rosée par exemple. D'autres espèces ont une seule racine pivotante profondément enfoncée dans le sol. Celle-ci est épaisse, peut puiser l'eau en profondeur et conserve les nutriments.
Xylème
Chez les dicotylédones vivant dans des milieux très secs, les cellules du xylème sont plus petites et plus étroites avec des parois épaisses. Ceci permet l’acheminement de l’eau lorsqu’il y a une très forte pression négative. Sans cette adaptation, les vaisseaux du xylème collapseraient vu cette forte pression.
Certaines plantes poussant dans des biotopes non arides présentent des caractéristiques xérophytiques :
- Confrontées au froid, l'eau du sol est indisponible durant les périodes de gel.
- En milieu saturé en sel, les halophytes développent des stratégies de lutte contre la différence de pression osmotique, ressemblant à celles des xérophytes.

### Adaptations physiologiques
Les Xérophytes peuvent développer des mécanismes d'économie d'eau (métabolisme CAM) en accumulant les réserves hydriques dans des organes qualifiés de crassulescents (du latin crassus, épais) ou succulents (du latin succus, jus).
Le métabolisme C4 permet également de limiter les pertes en eau.

## Voir aussi

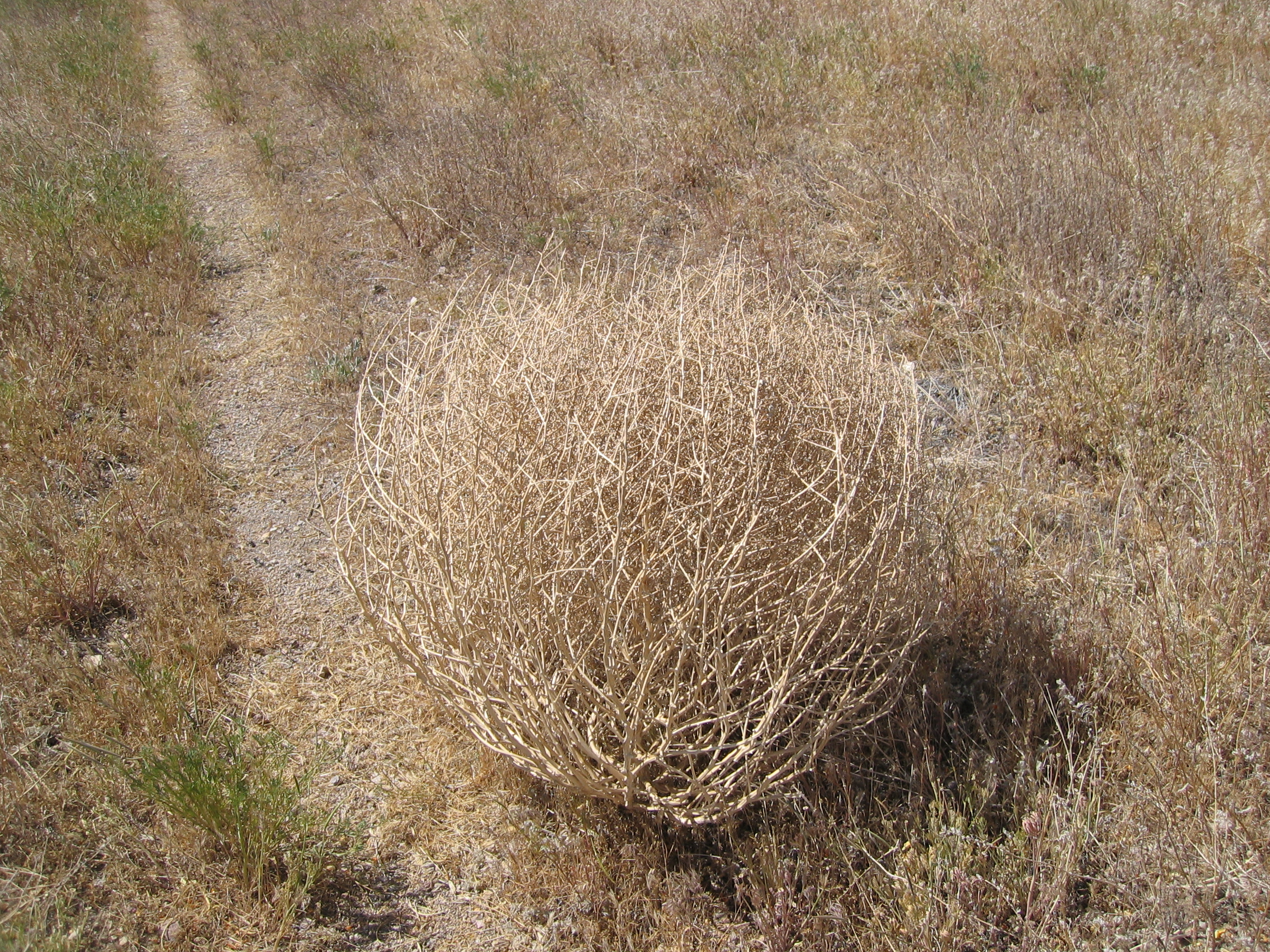
Un virevoltant (Salsola tragus).

### Tableau des mécanismes
| Mécanismes                   | Adaptation                           | Exemple                  |
| ---------------------------- | ------------------------------------ | ------------------------ |
| Limitation de la perte d'eau | cuticule céreuse                     | Opuntia                  |
| Limitation de la perte d'eau | nombre réduit de stomates            | Cakile maritima          |
| Limitation de la perte d'eau | stomate enchâssé                     | Pinus                    |
| Limitation de la perte d'eau | stomate ouvert la nuit               | Carpobrotus edulis       |
| Limitation de la perte d'eau | duvet à la surface                   | Sempervivum arachnoideum |
| Limitation de la perte d'eau | feuilles incurvées                   | Ammophila                |
| Stockage de l'eau            | feuille succulente                   | Bryophyllum              |
| Stockage de l'eau            | tige succulente                      | Caulanthus inflatus      |
| Stockage de l'eau            | tubercule charnu                     | Raphionacme              |
| Prise d'eau                  | système racinaire profond            | Acacia                   |
| Prise d'eau                  | directement à la nappe phréatique    | Nerium oleander          |
| Prise d'eau                  | système racinaire étendu peu profond |                          |
| Prise d'eau                  | absorption de l'humidité de l'air    | Tillandsia               |